# Bùi Yến Ly
Bùi Yến Ly é uma jogadora vietnamita de Muay Thai. Ela competiu nos Jogos Mundiais de 2017 pelo Vietname e ganhou uma medalha de ouro na final feminina de 51 kg. Foi a primeira medalha de ouro do Vietname nos Jogos Mundiais de 2017. Ela também venceu nos 51 kg femininos do Campeonato Mundial de Muay Thai. Ly nasceu na província de Bac Giang.